# Lanová dráha na Stóg Izerski
Lanová dráha na Stóg Izerski je visutá kabinková lanovka v Polsku spojující město Świeradów-Zdrój s 1105 m vysokou horou Stóg Izerski.
Podnětem k vybudování lanovky jsou plány na vytvoření sportovního areálu v okolí hory Smrk, resp. Stóg Izerski (v České republice se vytvořením Sportovního areálu Smrk zabývá Svazek obcí SMRK). Snahou je vybudovat lyžařský areál s několika sjezdovkami a příslušným vybavením (restauracemi, půjčovnami zimního vybavení, parkovišti apod.).
S výstavbou lanovky se začalo v březnu 2007 a dokončena byla v listopadu 2008. Její otevření proběhlo 18. prosince 2008.

## Technické parametry lanovky
Spodní stanice je v nadmořské výšce 617 m nad mořem a horní stanice je situována do výšky 1060 m nad mořem. Výškový rozdíl je tedy 443 metrů. Na trase lanovky je celkem 14 sloupů a na svá místa byly osazovány pomocí vrtulníku. Lanovka má délku 2172 metrů a tuto vzdálenost překonává za 8 minut.

## Vybavení lanovky

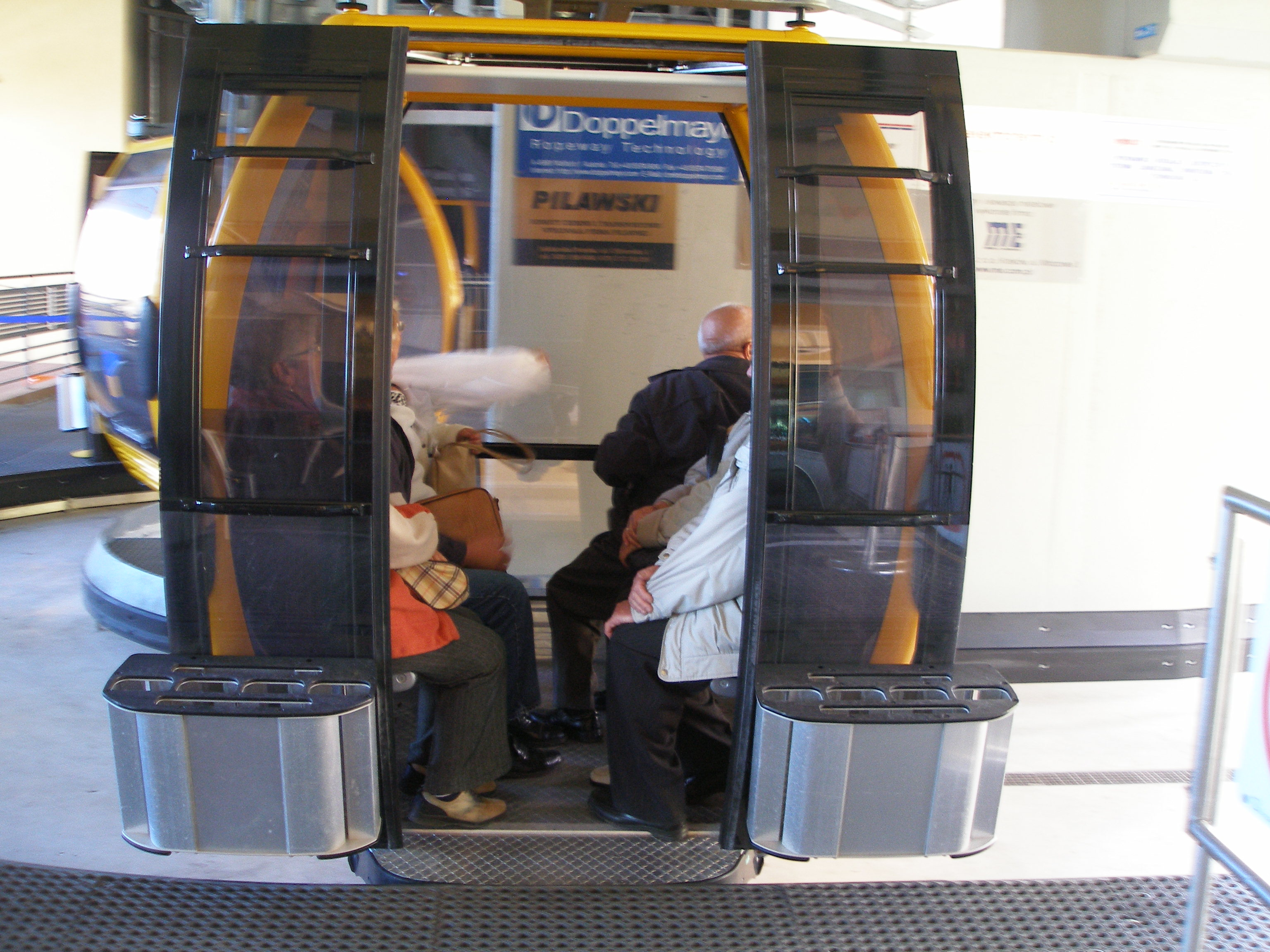
Kabinka lanovky (s držáky zimního vybavení na dveřích)

Lanovka má k dispozici 71 kabinek s kapacitou maximálně 8 osob, které vyrobila rakouská firma Doppelmayr. Na vnější straně dveří kabinek jsou upevněny držáky lyžařského vybavení. Kabinkami je však možné (po sklopení sedačky) přepravovat i jízdní kolo.

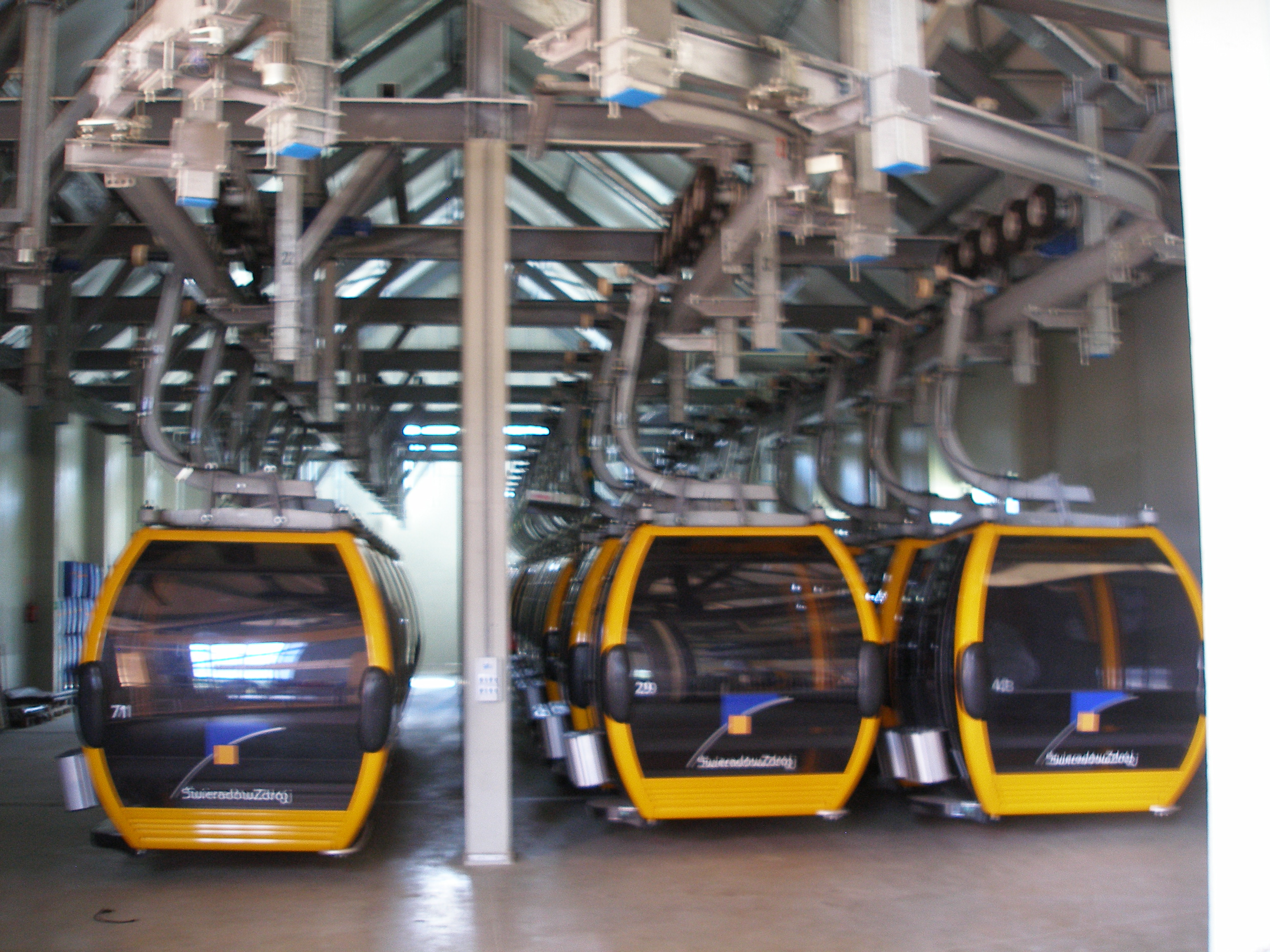
Odstavené kabinky lanovky

Maximální kapacita lanovky je 2400 osob za hodinu. Pokud je však - například mimo sezónu - zájem o lanovku nižší, je možné snížit počet kabinek na lanové dráze odstavením nevyužívaných kabinek do garáže, která je umístěna v budově spodní stanice.

## Okolí lanovky

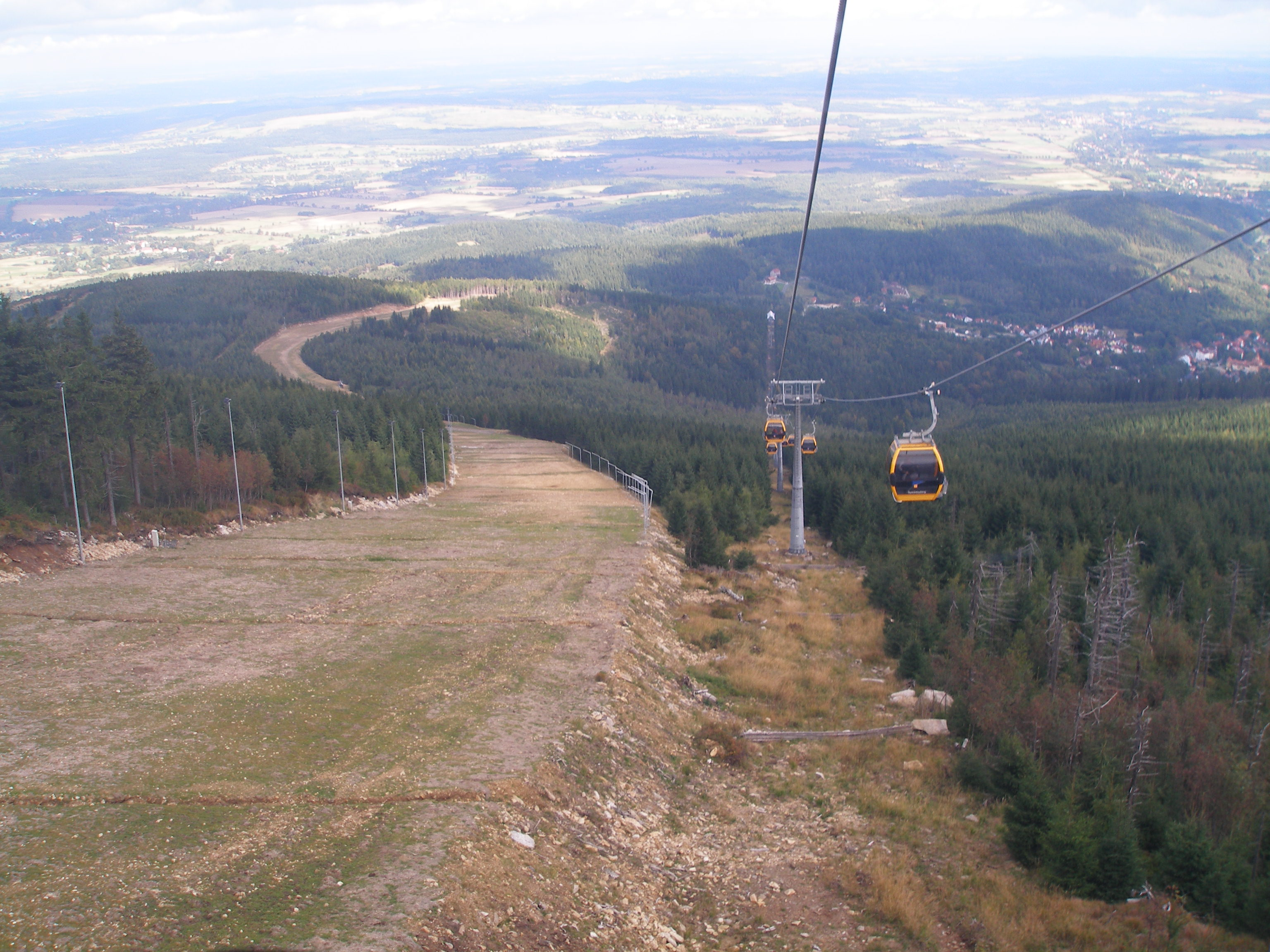
Pohled na lanovku od horní stanice (vlevo je dobře patrná lyžařská sjezdovka)

Mezi horní a spodní stanicí lanovky se vine osvětlená sjezdovka o délce 2500 m vybavená možností umělého zasněžování sněžnými děly. Nedaleko spodní stanice se nachází lázeňské město Świeradów-Zdrój, od horní stanice se lze dostat po zelené přes Stóg Izerski na hraniční přechod a následně po modré na Smrk, kde je rozhledna.

## Ceník
V roce 2021 platil na lanovce tento ceník:
| Jízda         | Plná cena | Zlevněná cena |
| ------------- | --------- | ------------- |
| Nahoru i dolů | 50 Złoty  | 40 Złoty      |
| Pouze nahoru  | 40 Złoty  | 35 Złoty      |
| Pouze dolů    | 35 Złoty  | 30 Złoty      |